# Colle Braida
Il colle Braida (1.007 m) è un valico alpino che collega la bassa Val di Susa con la Val Sangone.

## Descrizione
Il valico si apre tra in Monte Ciabergia (a sud-est) e il Monte Presa Vecchia (a sud-ovest, 1291 m). Dal versante di Avigliana (in Val di Susa), salendo verso il colle, si incontra la Sacra di San Michele; dal versante di Giaveno (in Val Sangone) si incontra il comune di Valgioie. La zona è meta di passeggiate negli autoctoni faggeti, frequentati anche dai cercatori di funghi.

## Escursionismo
A partire dal Colle Braida è possibile raggiungere con breve camminata la vetta boscosa del monte Ciabergia, da dove si gode di una discreta visuale sui laghi di Avigliana e sulle montagne della Bassa Val di Susa (dal Monte Musinè fino alla Punta Lunella). Sulla salita si incontrano i cartelli che indicano la presenza dell'Aula Didattica Micologica, sita in località Rastellino.
Inoltre, sul versante opposto, una pista forestale completamente immersa nei boschi e lunga circa 7 km collega il Colle Braida con il Colle Bione passando dal monte Presa Vecchia.

## Ciclismo
La salita in mountain bike dai laghi di Avigliana è giudicata breve ma ricca di panorami e interessi culturali; è possibile scendere dal lato Val Sangone e chiudere un anello passando tra le frazioni di Valgioie.
Anche per la bici da strada la salita al colle è molto apprezzata, ed è stata sul percorso del Giro d'Italia varie volte, come da esempio nella tredicesima tappa dell'edizione 2019.
Nel corso della 12ª tappa del Giro d'Italia, disputata giovedì 18 Maggio 2023 con partenza da Bra ed arrivo a Rivoli, il colle è stato affrontato passando dal lato della Val Di Susa e con discesa verso la Val Sangone, toccando dapprima Valgioie e poi Giaveno.